# Pająki Słowacji
Pająki Słowacji, araneofauna Słowacji – ogół taksonów pajęczaków z rzędu pająków, których występowanie stwierdzono na terytorium Słowacji.
Do 2020 roku stwierdzono występowanie na Słowacji 955 następujących gatunków pająków:

## Infrarząd:Ptaszniki(Mygalomorphae)

### Gryzielowate(Atypidae)
- Atypus affinis – gryziel zachodni
- Atypus muralis – gryziel stepowy
- Atypus piceus – gryziel tapetnik

## Infrarząd:Pająki wyższe(Araneomorphae)

### Aksamitnikowate(Clubionidae)
- Clubiona alpicola
- Clubiona brevipes
- Clubiona caerulescens
- Clubiona comta
- Clubiona congentilis
- Clubiona corticalis
- Clubiona diversa
- Clubiona frisia
- Clubiona frutetorum
- Clubiona germanica
- Clubiona juvenis
- Clubiona kulczynskii
- Clubiona lutescens
- Clubiona marmorata
- Clubiona neglecta
- Clubiona pallidula
- Clubiona phragmitis
- Clubiona pseudoneglecta
- Clubiona reclusa
- Clubiona rosserae
- Clubiona saxatilis
- Clubiona similis
- Clubiona stagnatilis
- Clubiona subsultans
- Clubiona subtilis
- Clubiona terrestris
- Clubiona trivialis
- Porrhoclubiona genevensis
- Porrhoclubiona leucaspis

### Anapidae
- Comaroma simoni

### Ciemieńcowate(Dictynidae)
- Altella biuncata
- Altella lucida
- Archaeodictyna consecuta
- Archaeodictyna minutissima
- Argenna patula
- Argenna subnigra
- Argyroneta aquatica
- Brigittea civica
- Brigittea latens
- Brigittea vicina
- Brommella falcigera
- Dictyna arundinacea
- Dictyna pusilla
- Dictyna szaboi
- Dictyna uncinata
- Emblyna annulipes
- Emblyna brevidens
- Lathys heterophthalma
- Lathys humilis
- Lathys stigmatisata
- Nigma flavescens
- Nigma walckenaeri

### Czyhakowate(Segestriidae)
- Segestria bavarica
- Segestria florentina
- Segestria senoculata – czyhak sześciooki

### Darownikowate(Pisauridae)
- Dolomedes fimbriatus – bagnik przybrzeżny
- Dolomedes plantarius – bagnik nadwodny
- Pisaura mirabilis – darownik przedziwny

### Hahniidae
- Antistea elegans
- Cicurina cicur
- Hahnia helveola
- Hahania nava
- Hahnia ononidum
- Hahnia pusilla
- Hahniharmia picta
- Iberina difficilis
- Iberina montana
- Mastigusa arietina
- Mastigusa macrophthalma

### Koliściakowate(Uloboridae)
- Hyptiotes paradoxus – prząstnik
- Uloborus plumipes
- Uloborus walckenaerius

### Komórczakowate(Dysderidae)
- Dasumia carpatica
- Dysdera cechica
- Dysdera crocata – komórczak okazały
- Dysdera dubrovninnii
- Dysdera hungarica
- Dysdera lata
- Dysdera longirostris
- Dysdera moravica
- Dysdera punctata
- Dysdera westringi
- Harpactea hombergi
- Harpactea lepida
- Harpactea rubicunda
- Harpactea saeva

### Krzyżakowate(Araneidae)
- Aculepeira armida
- Aculepeira ceropegia – kołosz wielobarwny
- Agalenatea redii – krzyżaczek ugorowy
- Araneus alsine – krzyżak pomarańczowy
- Araneus angulatus – krzyżak rogaty
- Araneus circe
- Araneus diadematus – krzyżak ogrodowy
- Araneus grossus
- Araneus marmoreus – krzyżak dwubarwny
- Araneus nordmanni
- Araneus quadratus – krzyżak łąkowy
- Araneus saevus
- Araneus sturmi
- Araneus triguttatus
- Araniella alpica
- Araniella cucurbitina – krzyżak zielony
- Araniella displicata
- Araniella inconspicua
- Araniella opisthographa
- Araniella proxima
- Argiope bruennichi – tygrzyk paskowany
- Argiope lobata
- Cercidia prominens
- Cyclosa conica – kołosz stożkowaty
- Cyclosa oculata
- Gibbaranea bituberculata
- Gibbaranea gibbosa
- Gibbaranea omoeda
- Gibbaranea ullrichi
- Hypsosinga albovittata
- Hypsosinga heri
- Hypsosinga pygmaea
- Hypsosinga sanguinea
- Larinioides cornutus – krzyżak nadwodny
- Larinioides ixobolus
- Larinioides patagiatus
- Larinioides sclopetarius
- Larinioides suspicax
- Leviellus stroemi
- Leviellus thorelli
- Mangora acalypha – mangora
- Neoscona adianta
- Neoscona subfusca
- Nuctenea silviculitrix
- Nuctenea umbratica – kołosz szczelinowy
- Singa hamata – rośliniowiec
- Singa nitidula
- Zilla diodia
- Zygiella montana
- Zygiella x-notata – liścianek sektornik

### Kwadratnikowate(Tetragnathidae)
- Meta menardi – sieciarz jaskiniowy
- Metellina mengei – czaik wiosenny
- Metellina merianae
- Metellina segmentata – czaik jesienny
- Pachygnatha clercki
- Pachygnatha degeeri
- Pachygnatha listeri
- Tetragnatha dearmata
- Tetragnatha extensa – kwadratnik trzcinowy
- Tetragnatha montana – kwadratnik długonogi
- Tetragnatha nigrita
- Tetragnatha obtusa
- Tetragnatha pinicola
- Tetragnatha shoshone
- Tetragnatha striata

### Lejkowcowate(Agelenidae)
- Agelena labyrinthica – lejkowiec labiryntowy
- Allagelena gracilens
- Coelotes atropos
- Coelotes terrestris – norosz ziemny
- Eratigena agrestis – kątnik wiejski
- Eratigena atrica – kątnik większy (kątnik domowy większy)
- Eratigena picta
- Histopona luxurians
- Histopona torpida
- Inermocoelotes inermis
- Tegenaria campestris – kątnik polny
- Tegenaria domestica – kątnik domowy (kątnik domowy mniejszy)
- Tegenaria ferruginea – kątnik rdzawy
- Tegenaria parietina – kątnik ścienny
- Tegenaria silvestris – kątnik leśny
- Tegenaria tridentina
- Textrix denticulata
- Urocoras longispina

### Lenikowate(Zodariidae)
- Zodarion germanicum – lenik germański
- Zodarion rubidum

### Motaczowate(Anyphaenidae)
- Anyphaena accentuata – motacz nadrzewny
- Anyphaena furva

### Mysmenidae
- Mysmenella jobi
- Trogloneta granulum

### Nasosznikowate(Pholcidae)
- Holocnemus pluchei
- Hoplopholcus forskali
- Pholcus opilionoides – nasosznik drobny
- Pholcus phalangioides – nasosznik trzęś
- Psilochorus simoni
- Spermophora senoculata

### Naśladownikowate(Mimetidae)
- Ero aphana – guzoń garbusek
- Ero cambridgei
- Ero furcata – guzoń pajęczarz
- Ero tuberculata

### Obniżowate(Liocranidae)
- Agroeca brunnea – knapiatek brązowy
- Agroeca cuprea
- Agroeca inopina
- Agroeca lusatica
- Agroeca proxima
- Apostenus fuscus
- Liocranoeca striata
- Liocranum kochi
- Liocranum rupicola
- Mesiotelus annulipes
- Sagana rutilans
- Scotina celans
- Scotina palliardii

### Omatnikowate(Theridiidae)
- Anelosimus pulchellus
- Anelosimus vittatus
- Asagena meridionalis
- Asagena phalerata
- Coleosoma floridanum
- Crustulina guttata
- Crustulina sticta
- Cryptachaea riparia
- Dipoena braccata
- Dipoena erythropus
- Dipoena melanogaster
- Dipoena nigroreticulata
- Dipoena torva
- Enoplognatha caricis
- Enoplognatha latimana
- Enoplognatha mandibularis
- Enoplognatha mordax
- Enoplognatha oelandica
- Enoplognatha ovata
- Enoplognatha serratosignata
- Enoplognatha thoracica
- Episinus angulatus
- Episinus truncatus
- Euryopis flavomaculata
- Euryopis laeta
- Euryopis quinqueguttata
- Euryopis saukea
- Heterotheridion nigrovariegatum
- Lasaeola coracina
- Lasaeola prona
- Lasaeola tristis
- Neottiura bimaculata
- Neottiura suaveolens
- Ohlertidion ohlerti
- Paidiscura pallens
- Parasteatoda lunata
- Parasteatoda simulans
- Parasteatoda tabulata
- Parasteatoda tepidariorum
- Pholcomma gibbum
- Phycosoma inornatum
- Phylloneta impressa
- Phylloneta sisyphia
- Platnickina tincta
- Robertus arundineti
- Robertus frivaldszkyi
- Robertus lividus
- Robertus neglectus
- Robertus scoticus
- Robertus truncorum
- Robertus ungulatus
- Rugathodes bellicosus
- Rugathodes instabilis
- Sardinidion blackwalli
- Simitidion simile
- Steatoda albomaculata
- Steatoda bipunctata
- Steatoda castanea
- Steatoda grossa
- Steatoda triangulosa
- Theonoe minutissima
- Theridion betteni
- Theridion boesenbergi
- Theridion cinereum
- Theridion familiare
- Theridion hemerobium
- Theridion melanurum
- Theridion mystaceum
- Theridion pictum
- Theridion pinastri
- Theridion uhligi
- Theridion varians

### Oonopidae
- Oonops domesticus
- Orchestina pavesii
- Triaeris stenaspis

### Osnuwikowate(Linyphiidae)
- Abacoproeces saltuum
- Acartauchenius scurrilis
- Agnyphantes expunctus
- Agyneta affinis
- Agyneta cauta
- Agyneta conigera
- Agyneta decora
- Agyneta equestris
- Agyneta fuscipalpa
- Agyneta gulosa
- Agyneta innotabilis
- Agyneta milleri
- Agyneta mollis
- Agyneta ramosa
- Agyneta rurestris
- Agyneta saxatilis
- Agyneta simplicitarsis
- Agyneta subtilis
- Allomengea scopigera
- Allomengea vidua
- Anguliphantes angulipalpis
- Anguliphantes monticola
- Anguliphantes tripartitus
- Aphileta misera
- Araeoncus crassiceps
- Araeoncus humilis
- Asthenargus paganus
- Asthenargus perforatus
- Baryphyma pratense
- Bathyphantes approximatus
- Bathyphantes eumenis
- Bathyphantes gracilis
- Bathyphantes nigrinus
- Bathyphantes parvulus
- Bathyphantes setiger
- Bathyphantes similis
- Bolyphantes alticeps
- Bolyphantes luteolus
- Canariphantes nanus
- Carorita limnaea
- Centromerita bicolor
- Centromerita concinna
- Centromerus albidus
- Centromerus arcanus
- Centromerus brevipalpus
- Centromerus capucinus
- Centromerus cavernarum
- Centromerus dilutus
- Centromerus incilium
- Centromerus levitarsis
- Centromerus pabulator
- Centromerus persimilis
- Centromerus sellarius
- Centromerus semiater
- Centromerus serratus
- Centromerus setosus
- Centromerus silvicola
- Centromerus sylvaticus
- Ceratinella brevipes
- Ceratinella brevis
- Ceratinella major
- Ceratinella scabrosa
- Ceratinella wideri
- Cinetata gradata
- Cnephalocotes obscurus
- Collinsia distincta
- Collinsia inerrans
- Dicymbium nigrum
- Dicymbium tibiale
- Diplocentria rectangulata
- Diplocephalus cristatus
- Diplocephalus dentatus
- Diplocephalus helleri
- Diplocephalus latifrons
- Diplocephalus permixtus
- Diplocephalus picinus
- Diplostyla concolor
- Dismodicus bifrons
- Dismodicus elevatus
- Donacochara speciosa
- Drapetisca socialis
- Drepanotylus uncatus
- Entelecara acuminata
- Entelecara congenera
- Entelecara errata
- Entelecara erythropus
- Entelecara flavipes
- Entelecara media
- Entelecara obscura
- Erigone atra
- Erigone cristatopalpus
- Erigone dentipalpis
- Erigone jaegeri
- Erigone tirolensis
- Erigonella hiemalis
- Erigonella ignobilis
- Erigonella subelevata
- Erigonoplus foveatus
- Erigonoplus globipes
- Erigonoplus jarmilae
- Evansia merens
- Floronia bucculenta
- Formiphantes lephthyphantiformis
- Frontinellina frutetorum
- Glyphesis servulus
- Glyphesis taoplesius
- Gnathonarium dentatum
- Gonatium hilare
- Gonatium paradoxum
- Gonatium rubellum
- Gonatium rubens
- Gongylidiellum latebricola
- Gongylidiellum murcidum
- Gongylidiellum vivum
- Gongylidium rufipes
- Helophora insignis
- Heterotrichoncus pusillus
- Hilaira excisa
- Hylyphantes graminicola
- Hylyphantes nigritus
- Hypomma bituberculatum
- Hypomma cornutum
- Hypomma fulvum
- Hypsocephalus pusillus
- Improphantes improbulus
- Improphantes nitidus
- Incestophantes annulatus
- Incestophantes crucifer
- Ipa keyserlingi
- Ipa terrenus
- Kaestneria dorsalis
- Kaestneria pullata
- Kaestneria torrentum
- Kratochviliella bicapitata
- Labulla thoracica
- Lasiargus hirsutus
- Lepthyphantes leprosus
- Lepthyphantes minutus
- Lepthyphantes nodifer
- Lepthyphantes notabilis
- Leptorhoptrum robustum
- Lessertia dentichelis
- Lessertinella carpatica
- Lessertinella kulczynskii
- Linyphia hortensis
- Linyphia triangularis
- Lophomma punctatum
- Macrargus carpenteri
- Macrargus rufus
- Mansuphantes arciger
- Mansuphantes fragilis
- Mansuphantes mansuetus
- Maro lehtineni
- Maro lepidus
- Maso sundevalli
- Mecopisthes peusi
- Mecynargus longus
- Mecynargus morulus
- Megalepthyphantes collinus
- Megalepthyphantes nebulosus
- Megalepthyphantes pseudocollinus
- Mermessus trilobatus
- Metopobactrus ascitus
- Metopobactrus deserticola
- Metopobactrus prominulus
- Micrargus apertus
- Micrargus georgescuae
- Micrargus herbigradus
- Micrargus subaequalis
- Microctenonyx subitaneus
- Microlinyphia impigra
- Microlinyphia pusilla
- Microneta viaria
- Midia midas
- Minicia marginella
- Minyriolus pusillus
- Mioxena blanda
- Moebelia penicillata
- Mughiphantes cornutus
- Mughiphantes mughi
- Mughiphantes pulcher
- Mughiphantes varians
- Nematogmus sanguinolentus
- Neriene clathrata
- Neriene emphana
- Neriene furtiva
- Neriene montana
- Neriene peltata
- Neriene radiata
- Notioscopus sarcinatus
- Nusoncus nasutus
- Obscuriphantes obscurus
- Oedothorax agrestis
- Oedothorax apicatus
- Oedothorax fuscus
- Oedothorax gibbifer
- Oedothorax gibbosus
- Oedothorax retusus
- Oreoneta montigena
- Oreoneta tatrica
- Oreonetides glacialis
- Oreonetides vaginatus
- Oryphantes angulatus
- Ostearius melanopygius
- Palliduphantes alutacius
- Palliduphantes antroniensis
- Palliduphantes insignis
- Palliduphantes milleri
- Palliduphantes pallidus
- Palliduphantes pillichi
- Panamomops affinis
- Panamomops fagei
- Panamomops inconspicuus
- Panamomops latifrons
- Panamomops mengei
- Panamomops palmgreni
- Panamomops sulcifrons
- Pelecopsis elongata
- Pelecopsis loksai
- Pelecopsis mengei
- Pelecopsis parallela
- Pelecopsis radicicola
- Peponocranium ludicrum
- Peponocranium orbiculatum
- Peponocranium praeceps
- Pityohyphantes phrygianus
- Pocadicnemis carpatica
- Pocadicnemis juncea
- Pocadicnemis pumila
- Poeciloneta variegata
- Porrhomma campbelli
- Porrhomma convexum
- Porrhomma egeria
- Porrhomma errans
- Porrhomma microcavense
- Porrhomma microphthalmum
- Porrhomma microps
- Porrhomma montanum
- Porrhomma oblitum
- Porrhomma pallidum
- Porrhomma profundum
- Porrhomma pygmaeum
- Porrhomma rosenhaueri
- Prinerigone vagans
- Pseudocarorita thaleri
- Pseudomaro aenigmaticus
- Saaristoa abnormis
- Saaristoa firma
- Saloca diceros
- Saloca kulczynskii
- Sauron rayi
- Scotargus pilosus
- Scotinotylus antennatus
- Silometopus bonessi
- Silometopus elegans
- Silometopus reussi
- Sintula corniger
- Sintula retroversus
- Sintula spiniger
- Sisicus apertus
- Stemonyphantes lineatus
- Styloctetor compar
- Styloctetor romanus
- Syedra apetlonensis
- Syedra gracilis
- Syedra myrmicarum
- Tallusia experta
- Tallusia vindobonensis
- Tapinocyba affinis
- Tapinocyba biscissa
- Tapinocyba insecta
- Tapinocyba pallens
- Tapinocyboides pygmaeus
- Tapinopa longidens
- Taranucnus bihari
- Taranucnus setosus
- Tenuiphantes alacris
- Tenuiphantes cristatus
- Tenuiphantes flavipes
- Tenuiphantes mengei
- Tenuiphantes tenebricola
- Tenuiphantes tenuis
- Tenuiphantes zimmermanni
- Theonina cornix
- Theonina kratochvili
- Thyreosthenius biovatus
- Thyreosthenius parasiticus
- Tiso aestivus
- Tiso vagans
- Tmeticus affinis
- Trematocephalus cristatus
- Trichoncoides piscator
- Trichoncus affinis
- Trichoncus auritus
- Trichoncus hackmani
- Trichoncus saxicola
- Trichoncus sordidus
- Trichopterna cito
- Trichopternoides thorelli
- Troglohyphantes schenkeli
- Troxochrus scabriculus
- Typhochrestus digitatus
- Walckenaeria acuminata
- Walckenaeria alticeps
- Walckenaeria antica
- Walckenaeria atrotibialis
- Walckenaeria capito
- Walckenaeria corniculans
- Walckenaeria cucullata
- Walckenaeria cuspidata
- Walckenaeria dysderoides
- Walckenaeria furcillata
- Walckenaeria incisa
- Walckenaeria kochi
- Walckenaeria mitrata
- Walckenaeria monoceros
- Walckenaeria nodosa
- Walckenaeria nudipalpis
- Walckenaeria obtusa
- Walckenaeria simplex
- Walckenaeria suspecta
- Walckenaeria unicornis
- Walckenaeria vigilax

### Phrurolithidae
- Phrurolithus festivus
- Phrurolithus minimus
- Phrurolithus pullatus
- Phrurolithus szilyi

### Podkamieniakowate(Titanoecidae)
- Titanoeca quadriguttata – podkamieniak czteroplamkowy
- Titanoeca schineri
- Titanoeca spominima
- Titanoeca veteranica

### Pogońcowate(Lycosidae)
- Acantholycosa lignaria
- Acantholycosa norvegica
- Alopecosa aculeata
- Alopecosa cronebergi
- Alopecosa cuneata
- Alopecosa cursor
- Alopecosa fabrilis
- Alopecosa farinosa
- Alopecosa inquilina
- Alopecosa mariae
- Alopecosa pinetorum
- Alopecosa psammophila
- Alopecosa pulverulenta
- Alopecosa schmidti
- Alopecosa solitaria
- Alopecosa striatipes
- Alopecosa sulzeri
- Alopecosa taeniata
- Alopecosa trabalis
- Arctosa cinerea
- Arctosa figurata
- Arctosa leopardus
- Arctosa lutetiana
- Arctosa maculata
- Arctosa perita
- Arctosa stigmosa
- Aulonia albimana
- Geolycosa vultuosa
- Hogna radiata
- Hygrolycosa rubrofasciata
- Lycosa singoriensis
- Pardosa agrestis
- Pardosa agricola
- Pardosa alacris
- Pardosa albatula
- Pardosa amentata
- Pardosa bifasciata
- Pardosa ferruginea
- Pardosa fulvipes
- Pardosa hortensis
- Pardosa lugubris
- Pardosa maisa
- Pardosa monticola
- Pardosa morosa
- Pardosa nebulosa
- Pardosa nigra
- Pardosa nigriceps
- Pardosa paludicola
- Pardosa palustris
- Pardosa poecila
- Pardosa prativaga
- Pardosa proxima
- Pardosa pullata
- Pardosa riparia
- Pardosa saltuaria
- Pardosa sordidata
- Pardosa sphagnicola
- Pardosa wagleri
- Pirata piraticus
- Pirata piscatorius
- Pirata tenuitarsis
- Piratula hygrophila
- Piratula knorri
- Piratula latitans
- Piratula uliginosa
- Trochosa robusta
- Trochosa ruricola
- Trochosa spinipalpis
- Trochosa terricola
- Xerolycosa miniata
- Xerolycosa nemoralis

### Poskoczowate(Eresidae)
- Eresus kollari – poskocz krasny
- Eresus moravicus

### Rozsnuwaczowate(Scytodidae)
- Scytodes fusca
- Scytodes thoracica – rozsnuwacz plujący

### Sidliszowate(Amaurobiidae)
- Amaurobius ereberi
- Amaurobius fenestralis – sidlisz jaskiniowy
- Amaurobius ferox – sidlisz piwniczny
- Amaurobius jugorum
- Amaurobius pallidus
- Callobius claustrarius

### Skakunowate(Salticidae)
- Aelurillus v-insignitus
- Afraflacilla epiblemoides
- Asianellus festivus
- Attulus caricis
- Attulus distinguendus
- Attulus dzieduszyckii
- Attulus floricola
- Attulus penicillatus
- Attulus pubescens
- Attulus rupicola
- Attulus saltator
- Attulus terebratus
- Attulus zimmermanni
- Ballus chalybeius
- Carrhotus xanthogramma
- Chalcoscirtus brevicymbialis
- Dendryphantes hastatus
- Dendryphantes rudis
- Euophrys frontalis
- Evarcha arcuata
- Evarcha falcata
- Evarcha jucunda
- Evarcha laetabunda
- Hasarius adansoni
- Heliophanus aeneus
- Heliophanus auratus
- Heliophanus cupreus
- Heliophanus dampfi
- Heliophanus dubius
- Heliophanus flavipes
- Heliophanus kochii
- Heliophanus lineiventris
- Heliophanus melinus
- Heliophanus patagiatus
- Heliophanus simplex
- Heliophanus tribulosus
- Leptorchestes berolinensis
- Macaroeris nidicolens
- Marpissa muscosa
- Marpissa nivoyi
- Marpissa pomatia
- Marpissa radiata
- Mendoza canestrinii
- Myrmarachne formicaria
- Neon levis
- Neon rayi
- Neon reticulatus
- Neon valentulus
- Pellenes nigrociliatus
- Pellenes tripunctatus
- Philaeus chrysops
- Phintella castriesiana
- Phlegra cinereofasciata
- Phlegra fasciata
- Pseudeuophrys erratica
- Pseudeuophrys lanigera
- Pseudeuophrys obsoleta
- Pseudeuophrys vafra
- Pseudicius encarpatus
- Pseudomogrus vittatus
- Salticus cingulatus
- Salticus quagga
- Salticus scenicus
- Salticus zebraneus
- Sibianor aurocinctus
- Sibianor tantulus
- Sittisax saxicola
- Synageles hilarulus
- Synageles subcingulatus
- Synageles venator
- Talavera aequipes
- Talavera aperta
- Talavera milleri
- Talavera monticola
- Talavera parvistyla
- Talavera petrensis
- Talavera thorelli

### Spachaczowate(Sparassidae)
- Micrommata virescens – spachacz zielonawy

### Ślizgunowate(Philodromidae)
- Philodromus albidus
- Philodromus aureolus
- Philodromus buchari
- Philodromus cespitum
- Philodromus collinus
- Philodromus dispar
- Philodromus emarginatus
- Philodromus fuscolimbatus
- Philodromus fuscomarginatus
- Philodromus laricium
- Philodromus longipalpis
- Philodromus margaritatus
- Philodromus marmoratus
- Philodromus poecilu
- Philodromus praedatus
- Philodromus rufus
- Philodromus vagulus
- Rhysodromus fallax
- Rhysodromus histrio
- Thanatus arenarius
- Thanatus coloradensis
- Thanatus formicinus
- Thanatus pictus
- Thanatus sabulosus
- Thanatus striatus
- Thanatus vulgaris
- Tibellus macellus
- Tibellus maritimus
- Tibellus oblongus

### Śpiesznikowate(Oxyopidae)
- Oxyopes heterophthalmus
- Oxyopes lineatus
- Oxyopes ramosus – śpiesznik rysień

### Theridiosomatidae
- Theridiosoma gemmosum

### Tkańcowate(Nesticidae)
- Nesticus cellulanus

### Topikowate(Cybaeidae)
- Argyroneta aquatica – topik
- Cryphoeca carpathica
- Cryphoeca silvicola
- Cybaeus angustarium
- Cybaeus tetricus

### Trachelidae
- Paratrachelas maculatus

### Trawnikowcowate(Miturgidae)
- Zora armillata
- Zora distincta
- Zora manicata
- Zora nemoralis
- Zora parallela
- Zora pardalis
- Zora silvestris
- Zora spinimana – trawnikowiec

### Ukośnikowate(Thomisidae)
- Bassaniana baudueri
- Bassaniodes robustus
- Coriarachne depressa
- Cozyptila blackwalli
- Diaea dorsata
- Diaea livens
- Ebrechtella tricuspidata
- Heriaeus graminicola
- Heriaeus hirtus
- Heriaeus oblongus
- Misumena vatia
- Ozyptila atomaria
- Ozyptila brevipes
- Ozyptila claveata
- Ozyptila gertschi
- Ozyptila praticola
- Ozyptila pullata
- Ozyptila rauda
- Ozyptila scabricula
- Ozyptila simplex
- Ozyptila trux
- Pistius truncatus
- Psammitis ninnii
- Psammitis sabulosus
- Runcinia grammica
- Spiracme striatipes
- Synema globosum
- Synema plorator
- Thomisus onustus
- Tmarus piger
- Tmarus stellio
- Xysticus acerbus
- Xysticus alpicola
- Xysticus audax
- Xysticus bifasciatus
- Xysticus cristatus
- Xysticus emertoni
- Xysticus erraticus
- Xysticus ferrugineus
- Xysticus gallicus
- Xysticus kempeleni
- Xysticus kochi
- Xysticus lanio
- Xysticus lineatus
- Xysticus luctator
- Xysticus luctuosus
- Xysticus marmoratus
- Xysticus obscurus
- Xysticus slovacus
- Xysticus ulmi
- Xysticus viduus

### Worczakowate(Gnaphosidae)
- Aphantaulax cincta
- Aphantaulax trifasciata
- Berlandina cinerea
- Callilepis nocturna
- Callilepis schuszteri
- Civizelotes caucasius
- Civizelotes gracilis
- Civizelotes pygmaeus
- Cryptodrassus hungaricus
- Drassodes cupreus
- Drassodes lapidosus
- Drassodes pubescens
- Drassodes villosus
- Drassyllus lutetianus
- Drassyllus praeficus
- Drassyllus pumilus
- Drassyllus pusillus
- Drassyllus villicus
- Drassyllus vinealis
- Echemus angustifrons
- Gnaphosa bicolor
- Gnaphosa fallax
- Gnaphosa lucifuga
- Gnaphosa lugubris
- Gnaphosa microps
- Gnaphosa modestior
- Gnaphosa montana
- Gnaphosa muscorum
- Gnaphosa nigerrima
- Gnaphosa opaca
- Gnaphosa rufula
- Haplodrassus cognatus
- Haplodrassus dalmatensis
- Haplodrassus kulczynskii
- Haplodrassus minor
- Haplodrassus moderatus
- Haplodrassus signifer
- Haplodrassus silvestris
- Haplodrassus soerenseni
- Haplodrassus umbratilis
- Kishidaia conspicua
- Micaria albovittata
- Micaria dives
- Micaria formicaria
- Micaria fulgens
- Micaria guttulata
- Micaria lenzi
- Micaria nivosa
- Micaria pulicaria
- Micaria rossica
- Micaria silesiaca
- Micaria sociabilis
- Micaria subopaca
- Nomisia exornata
- Phaeocedus braccatus
- Poecilochroa variana
- Scotophaeus blackwalli
- Scotophaeus quadripunctatus
- Scotophaeus scutulatus
- Sosticus loricatus
- Trachyzelotes pedestris
- Zelotes aeneu
- Zelotes apricorum
- Zelotes atrocaeruleus
- Zelotes aurantiacus
- Zelotes clivicola
- Zelotes electus
- Zelotes erebeus
- Zelotes exiguus
- Zelotes hermani
- Zelotes latreillei
- Zelotes longipes
- Zelotes mundus
- Zelotes petrensis
- Zelotes puritanus
- Zelotes segrex
- Zelotes subterraneus
- Zelotes tenuis

### Zbrojnikowate(Cheiracanthiidae)
- Cheiracanthium campestre
- Cheiracanthium effosum
- Cheiracanthium elegans
- Cheiracanthium erraticum – kolczak trawny
- Cheiracanthium macedonicum
- Cheiracanthium mildei
- Cheiracanthium montanum
- Cheiracanthium oncognathum
- Cheiracanthium pennyi
- Cheiracanthium punctorium – kolczak zbrojny
- Cheiracanthium seidlitzi
- Cheiracanthium virescens